# Água de Alto
Água de Alto es una freguesia portuguesa perteneciente al municipio de Vila Franca do Campo, situado en la Isla de São Miguel, Región Autónoma de Azores. Posee un área de 18,44 km² y una población total de 1 624 habitantes (2001). La densidad poblacional asciende a 88,1 hab/km².
- Datos: Q2451558
- Multimedia: Água de Alto (Vila Franca do Campo) / Q2451558

1. ↑  Worldpostalcodes.org,código postal n.º 9680-301.